# 1732 en santé et médecine
| Années de la santé et de la médecine : 1729 - 1730 - 1731 - 1732 - 1733 - 1734 - 1735    |
| Décennies de la santé et de la médecine : 1700 - 1710 - 1720 - 1730 - 1740 - 1750 - 1760 |

Cet article présente les faits marquants de l'année 1732 en santé et médecine.

## Publications
- (la) Hyacinthe-Théodore Baron et al., Codex medicamentarius, seu Pharmacopoea Parisiensis ex mandato facultatis medicinae Parisiensis. Baron (1686–1758), qui a fait publier ce codex, était doyen de la faculté de médecine de Paris[1].
- (la) Lorenzo Bellini : Opera omnia, œuvres complètes de ce médecin et anatomiste italien (1643–1704)[2].
- (en) Thomas Dover : The ancient physician's legacy to his country : Being what he has collected himself in forty-nine years' practice : or, An account of the several diseases incident to mankind, described in so plain a manner, that any person may know the nature of his own disease. Together with the several remedies for each distemper, faithfully set down. Designed for the use of all private families[3],[4] [Le legs du vieux médecin à son pays, qui est ce qu'il a rassemblé lui-même en 49 ans de pratique. Ou, Description des nombreuses maladies qui touchent l'humanité, si simple que quiconque peut savoir la nature de sa maladie. Avec les nombreux remèdes pour chaque affection, formulés avec soin. Conçu pour toutes les familles privées].
- Jacques-Bénigne Winslow (1669-1760) : Exposition anatomique de la structure du corps humain[5].

## Naissances
- 14 janvier : Joseph Daquin (mort en 1815), médecin savoyard pionnier dans le domaine de la psychiatrie, créateur de la médecine aliéniste.
- 12 mars : Joseph Gärtner (mort en 1791), médecin et botaniste allemand, considéré comme le fondateur de la carpologie.

## Décès
- 1er mars : Pierre Chirac (né en 1657) : surintendant du jardin royal des plantes médicinales et premier médecin de Louis XV.
- 12 août : Pierre Baux (né en 1679), médecin français.

## Référence
1. ↑  Charles-François Andry, « Baron (Hyacinthe-Théodore) », dans Encyclopédie méthodique, vol. 3, Panckoucke, 1790, p. 603.
2. ↑  (OCLC 824490655).
3. ↑  (OCLC 871816060).
4. ↑  R. S. Morton, « Dr Thomas (« Quicksilver ») Dover, 1660-1742 », dans British Journal of Venereal Diseases, 44 (4), 1968 PMC 1048430 PMID 4886558, p. 342–346.
5. ↑  Jacques-Bénigne Winslow, Exposition anatomique de la structure du corps humain, Paris, G. Desprez et J. Desessartz, 1732, 1re éd., 748 p. (lire en ligne).